# Sigismund Ledel
Sigismund Ledel (auch Sigismund Ledelius, * 19. August 1654 in Sorau; † 4. November 1705 in  Bautzen) war ein deutscher Jurist.

## Leben
Sigismund Ledel war ein Sohn des Theologen Samuel Ledel (1606–1670). Nach seinem Studium an der Universität Jena und bei Samuel Stryk an der Universität Frankfurt (Oder) wirkte er zunächst als Advokat des Herzogtums Schweidnitz und Jauer, bevor er Pfalzgraf und Syndikus der Oberlausitz wurde.
Am 30. März 1688 wurde Sigismund Ledelius mit dem Beinamen Herkules II. als Mitglied (Matrikel-Nr. 159) in die Leopoldina aufgenommen.
Der Mediziner Samuel Ledel war sein Bruder.

## Schriften
- Disputatio inauguralis de juramento paupertatis. Eichorn, Francofurtum ad Viadrum 1679